# Gerhard Jörder
Gerhard Jörder (* 15. September 1943 in Pamplona) ist ein deutscher Theaterkritiker.

## Leben und Wirken
Jörder kommt aus einer Lehrerfamilie. Geboren ist er als jüngster von drei Brüdern im spanischen Pamplona, wohin die Familie drei Jahre zuvor gezogen war. Sein Vater Dr. phil.  Otto Jörder, war Hispanist  und Schulleiter am Kepler-Gymnasium Freiburg. Gerhard Jörder selbst studierte Geschichte und Germanistik in Freiburg und München. 1973 bis 1998 leitete er das Kulturressort der Badischen Zeitung in Freiburg im Breisgau und war als solcher verantwortlich für Kultur, lokale Kultur und Medien. Daneben arbeitete er regelmäßig für Theater heute.
1998 wurde er als Nachfolger von Benjamin Henrichs verantwortlicher Theaterredakteur und neben Sigrid Löffler stellvertretender Feuilletonchef der Hamburger Wochenzeitung Die Zeit. Seit 2001 auf der Basis eines Autorenvertrags mit der Zeit selbstständig, ist Jörder als Autor, Jurymitglied, Dozent und Moderator aktiv.
Von 1980 bis 1983, 1990 bis 1993, 1995 bis 1998 und 2001 bis 2004 war er Mitglied der Jury des Berliner Theatertreffens. Seit 1993 ist er Mitglied der Jury des Else-Lasker-Schüler-Dramatikerpreises.
2014 erschien im Verlag Theater der Zeit der Gesprächsband backstage OSTERMEIER, in dem Jörder den Intendanten der Berliner Schaubühne Thomas Ostermeier befragt.